# ちいさな英雄-カニとタマゴと透明人間-
『ちいさな英雄-カニとタマゴと透明人間-』（ちいさなえいゆう-カニとタマゴととうめいにんげん-）は、2018年8月24日に公開されたスタジオポノック制作による日本のアニメーション映画。『カニーニとカニーノ』『サムライエッグ』『透明人間』（とうめいにんげん）の3つの短編で構成される。

## 概要
スタジオポノックのプロジェクト「ポノック短編劇場」の1作目。『メアリと魔女の花』に続く劇場用映画で、スタジオポノックとしては初の短編映画となる。３篇のアンソロジーとして発表。『カニーニとカニーノ』（監督／米林宏昌）、『サムライエッグ』（監督／百瀬義行）、『透明人間』（監督／山下明彦）。
2019年アヌシー国際アニメーション映画祭正式出品。また、一遍の『透明人間』は2019年のザグレブ国際アニメーション映画祭に正式出品。

## カニーニとカニーノ
監督は米林宏昌。上映時間は19分。主人公であるカニは赤いマントを纏いハサミ型の槍を持つ擬人化した姿だが、他の生物はデフォルメを排したリアルなデザインとなっている。

### あらすじ
サワガニの兄妹・カニーニとカニーノは、両親と共に川底で小魚を食べて暮らしていた。母が出産の為に棲み家を離れていた大嵐の日、激流に流されそうなカニーノを助ける父親。だが、代わりに父が流されて行ってしまった。兄弟だけになり、父を探すため危険を犯して下流に向かうカニーニとカニーノ。大怪我をしていたが、父は無事だった。母も沢山の赤ん坊を抱えて帰って来た。月日が流れ、成長したカニーニとカニーノは、若い仲間たちと暮らす為に棲み家から旅出つのだった。

### キャスト
- カニーニ - 木村文乃[4]
- カニーノ[5] - 鈴木梨央[4]

### スタッフ
- 脚本・監督 - 米林宏昌[4]
- 音楽 - 村松崇継[4]
- プロデューサー - 西村義明
- コンセプトアーティスト - 田島光二
- CGアーティスト - 岡田拓也
- 制作 - スタジオポノック
- 製作 - スタジオポノック、日本テレビ、電通
- 配給 - 東宝

## サムライエッグ
監督は百瀬義行。上映時間は17分。

### あらすじ
野球好きな小学生・シュンは、両親と東京・府中市で暮らしていた。彼は生まれつき重度の卵アレルギーに苦しんでいた。アレルギーの治療は、わざと少量のアレルギー物質を食べて慣らして行くのだが、それは吐き気との闘いであり、まだ幼いシュンは治療を避けがちだった。そんなある日、母がいない間に誤って卵が含まれたアイスクリームを食べてしまうシュン。たちまち激しい発疹に襲われたが、シュンは薬を持って大人のいる場所まで走り、何とか助かった。下の乳歯が一本抜けて、大人の歯が生えて来たシュンは、頑張ってアレルギーを治そうと心に誓うのだった。

### キャスト
- シュン - 篠原湊大[2]
- ママ - 尾野真千子[2]
- パパ/医者 - 坂口健太郎[2]

### スタッフ
- 脚本・監督 - 百瀬義行[4]
- 音楽 - 島田昌典[4]
- プロデューサー - 西村義明
- 制作 - スタジオポノック
- 製作 - スタジオポノック、日本テレビ、電通
- 配給 -東宝

## 透明人間
監督は山下明彦。上映時間は18分。

### あらすじ
港町で暮らす青年は透明人間だった。背広を着て会社に勤務しているが、同僚たちは彼が居ないかのように素通りする。常に重い消火器を担いでいる青年。手ぶらでは風船のように、何処までも浮いて行ってしまうのだ。
服は着ているのに反応しないコンビニの自動ドア。レジ係も彼に気づかず、パンも買えない。青年の存在が“見えた”のは、盲目の老人と盲導犬だけだった。
階段を滑り落ちた乳母車がトラックの前に飛び出した。間一髪で助ける青年。青年に抱えられ斜面を転がり落ちた赤ん坊は、彼の透明な顔を認識して泣き止み、笑顔になった。

### キャスト
- 透明人間 - オダギリジョー[2]
- 盲目の男 - 田中泯[2]

### スタッフ
- 脚本・監督 - 山下明彦[4]
- 音楽 - 中田ヤスタカ[4]
- 美術監督 - 林孝輔
- プロデューサー - 西村義明
- 制作 - スタジオポノック
- 製作 - スタジオポノック、日本テレビ、電通
- 配給 -東宝

## テレビ放送
2019年7月に金曜ロードSHOW!のホームページ内で3本の中から視聴者投票で放送する作品を決め、投票数が一番多かった作品を2019年8月16日の『千と千尋の神隠し』と同時放送をした。

2019年8月16日に放送された作品は「透明人間」。
2019年9月9日深夜、映画天国の枠で三作品まとめて「ポノック短編劇場 ちいさな英雄ーカニと卵と透明人間ー」のタイトルで放送された。